# Radlingpass
Der Radlingpass ist ein 853 m ü. A. hoch gelegener Gebirgspass im österreichischen Bundesland Steiermark. Über den Pass führt die L731 Radlingstraße, sie verbindet die Orte Bad Aussee (im Nordwesten)  und Pichl (im Osten).
Diese Straße ist eine Nebenverbindung der B145 Salzkammergutstraße. Früher war die Strecke über den Radlingpass Teil der alten Salzstraße, die von Leoben nach Bad Aussee bzw. nach Salzburg führte. Jetzt findet sich der Radlingpass als Tipp für Radfahrer und Motorradfahrer, die die stärker frequentierte B145 meiden wollen.